# کاستلولی
کاستلولی (به اسپانیایی: Castellolí) یک منطقهٔ مسکونی در اسپانیا است که در آنیویا واقع شده‌است. کاستلولی ۲۵٫۳ کیلومتر مربع مساحت دارد.